# Shuto Machino
Shuto Machino (Japans: 町野 修斗) (Iga, 30 september 1999) is een Japanse voetballer die doorgans als centrumspits. In 2019 debuteerde Machino in het betaald voetbal namens Giravanz Kitakyushu in de J3 League. In 2022 maakte hij zijn debuut voor het nationale elftalvan Japan en behoorde hij tot de selectie voor het wereldkampioenschap voetbal 2022, waarin hij echter niet in actie kwam. Sinds juli 2025 staat hij onder contract bij Borussia Mönchengladbach.

## Clubcarrière

### Jeugd
Machino begon op driejarige leeftijd met voetballen bij FC Nakase SS. Via FC Avenida Sol belandde hij in het schoolteam van Riseisha High School, waar hij werd opgemerkt door scouts van Yokohama F. Marinos. Na een succesvolle proefperiode maakte hij op 18 jarige leeftijd de overstap naar het profvoetbal.

### Yokohama F. Marinos
In november 2017 tekende Machino zijn eerste profcontract bij Yokohama F. Marinos, uitkomend in de J1 League. In het seizoen 2018 maakte hij deel uit van de wedstrijdselectie tijdens wedstrijd in de J.League Cup tegen FC Tokyo, maar kwam onder trainer Ange Postecoglou niet in actie. Om wedstrijdervaring op te doen, werd hij voor het seizoen 2019 verhuurd aan Giravanz Kitakyushu, uitkomend in de J3 League. Na afloop van de verhuurperiode keerde hij niet terug, maar tekende hij een contract bij Kitakyushu.

#### Verhuur aan Giravanz Kitakyushu
Machino maakte zijn profdebuut tijdens een wedstrijd in de J3 League tegen het tweede elftal van FC Tokyo, waarin hij in de 58e minuut werd ingebracht door trainer Shinji Kobayashi. Op 26 mei 2019 maakte hij zijn eerste officiële doelpunten in het betaald voetbal tijdens een wedstrijd in de Emperor's Cup. In de met 6–0 gewonnen thuiswedstrijd tegen Tokuyama University scoorde hij tweemaal, in de 45e en 47e minuut. Een paar dagen later op 9 juni, tijdens de elfde speelronde, scoorde hij zijn eerste competitie doelpunt. In de blessuretijd van de met 0–2 gewonnen uitwedstrijd tegen Yokohama SCC tekende hij voor de tweede treffer van de wedstrijd. In totaal kwam hij het seizoen 2019 tot 23 basisplaatsen en tien doelpunten. Met zijn prestaties leverde hij een belangrijke bijdrage aan het kampioenschap van zijn team. Zijn prestaties overtuigden Kitakyushu ervan om hem definitief over te nemen.

### Giravanz Kitakyushu
Na zijn definitieve overstap stond Machino op 23 februari 2020 in de basis tijdens de seizoensouverture van de J2 League tegen Avispa Fukuoka. Kort daarna werd de competitie stilgelegd vanwege de Coronapandemie, en pas in juni hervat. In de eerste wedstrijden na de herstart werd hij door trainer Shinji Kobayashi buiten de wedstrijdselectie gelaten. Eind juli maakte hij zijn rentree met een invalbeurt tegen Renofa Yamaguchi. Ondanks deze moeizame start kwam hij uiteindelijk tot 25 basisplaatsen in het seizoen, en had hij na 18 speelrondes zeven doelpunten op zijn naam staan. In de tweede seizoenshelft bleef hij een vaste waarde in het elftal. Na afloop van het seizoen maakte hij de overstap naar Shonan Bellmare.

### Shonan Bellmare
Op 10 maart 2021 maakte Machino zijn debuut in de J1 League, het hoogste niveau van het Japanse profvoetbal. In de uitwedstrijd tegen Kashima Antlers stond hij direct in de basis. Een week later, op 17 maart, maakte hij zijn eerste doelpunt voor Shonan Bellmare in de met 3–1 gewonnen thuiswedstrijd tegen Vegalta Sendai. In de 62e minuut tekende hij voor de 3–0. Het seizoen verliep moeizaam voor Shonan Bellmare, dat op de zestiende plaats eindigde en zich ternauwernood handhaafde in de J1 League. In zijn tweede seizoen (2022) had Machino geen vaste basisplaats en viel hij regelmatig in. Ondanks de beperkte speeltijd eindigde hij het seizoen met dertien doelpunten, goed voor een tweede plaats op de topscorerslijst van de J1 League, slechts één treffer achter de Braziliaan Thiago Santana. Opvallend waren de wedstrijden op 21 en 25 mei, waarin hij in beide duels twee keer scoorde: eerst in de 2–1 overwinning op Vissel Kobe, gevolgd door een 4–0 zege tegen Kawasaki Frontale. Daarmee werd hij na Wagner Lopes de tweede speler in de clubgeschiedenis van Shonan Bellmare die in opeenvolgende wedstrijden tweemaal wist te scoren. Aan het einde van het seizoen verlengde hij zijn contract. In het seizoen 2023 was Machino een vaste waarde in het elftal en kwam hij tot achttien basisplaatsen. In de met 4–1 gewonnen thuiswedstrijd tegen Gamba Osaka was hij verantwoordelijk voor alle vier de doelpunten. Hiermee werd hij de eerste speler in de geschiedenis van de J.League die vier doelpunten in één helft scoorde. In juli van dat jaar maakte hij de overstap naar Europa, waar hij een contract tekende bij het Duitse Holstein Kiel, uitkomend in de 2. Bundesliga.

### Holstein Kiel
Eind juni werd bekend dat Machino een contract voor vier jaar, tot medio 2027, had ondertekend bij Holstein Kiel. Op 30 juli maakte hij zijn basisdebuut in de met 0–1 gewonnen uitwedstrijd tegen  Eintracht Braunschweig. Een week later scoorde hij zijn eerste doelpunt voor Kiel, via een strafschop in de 71e minuut van de thuiswedstrijd tegen Greuther Fürth, waarmee hij de 2–1 eindstand bepaalde. Onder trainer Marcel Rapp kreeg Machino gedurende het gehele seizoen 2023/24 25 basisplaatsen waardoor hij een belangrijke bijdrage had aan de tweede plaats van Holstein Kiel, wat de club voor het eerst in haar geschiedenis promotie naar de Bundesliga opleverde. In het seizoen 2024/25 werd Machino met elf doelpunten clubtopscorer van Holstein Kiel. Onder meer tegen  Eintracht Frankfurt, FC Augsburg en Borussia Mönchengladbach wist hij tweemaal te scoren. Ondanks zijn inbreng degradeerde de club na één seizoen weer rechtstreeks naar de 2. Bundesliga. Machino verliet de club na afloop van het seizoen en tekende bij Borussia Mönchengladbach waardoor hij op het hoogste Duitse niveau actief bleef.

### Borussia Mönchengladbach
In de zomer van 2025 tekende de 25-jarige Shuto Machino een contract bij Borussia Mönchengladbach, dat hem tot medio 2029 aan de club bond. Hij werd aangetrokken als opvolger van Alassane Pléa, die naar PSV vertrok.

## Clubstatistieken
| Seizoen                     | Club                     | Competitie      | Competitie | Competitie | Beker | Beker | Internationaal | Internationaal | Overig | Overig | Totaal | Totaal |
| Seizoen                     | Club                     | Competitie      | Wed.       | Dlp.       | Wed.  | Dlp.  | Wed.           | Dlp.           | Wed.   | Dlp.   | Wed.   | Dlp.   |
| --------------------------- | ------------------------ | --------------- | ---------- | ---------- | ----- | ----- | -------------- | -------------- | ------ | ------ | ------ | ------ |
| 2019                        | → Giravanz Kitakyushu    | J3 League       | 30         | 8          | 1     | 2     | –              | –              | –      | –      | 31     | 10     |
| 2020                        | Giravanz Kitakyushu      | J2 League       | 32         | 7          | –     | –     | –              | –              | –      | –      | 32     | 7      |
| 2021                        | Shonan Bellmare          | J1 League       | 31         | 4          | 4     | 0     | –              | –              | –      | –      | 35     | 4      |
| 2022                        | Shonan Bellmare          | J1 League       | 30         | 13         | 9     | 2     | –              | –              | –      | –      | 39     | 15     |
| 2023                        | Shonan Bellmare          | J1 League       | 19         | 9          | 3     | 0     | –              | –              | –      | –      | 22     | 9      |
| 2023/24                     | Holstein Kiel            | 2. Bundesliga   | 31         | 5          | 2     | 0     | –              | –              | –      | –      | 33     | 5      |
| 2024/25                     | Holstein Kiel            | Bundesliga      | 32         | 11         | 2     | 1     | –              | –              | –      | –      | 34     | 12     |
| 2025/26                     | Borussia Mönchengladbach | Bundesliga      | 0          | 0          | 0     | 0     | 0              | 0              | 0      | 0      |        |        |
| Carrière totaal             | Carrière totaal          | Carrière totaal | 205        | 57         | 21    | 5     | –              | –              | –      | –      | 226    | 62     |
| Bijgewerkt tot 26 juli 2025 |                          |                 |            |            |       |       |                |                |        |        |        |        |

## Interlandcarrière
Op 13 juli 2022 werd Machino door bondscoach Hajime Moriyasu voor het eerst opgenomen in de selectie van het Japans nationale elftal voor het Oost-Aziatisch kampioenschap voetbal 2022. Hij maakte zijn debuut op 19 juli in de met 6–0 gewonnen groepswedstrijd tegen Hongkong, waarin hij direct tweemaal scoorde (in de 20e en 57e minuut). Machino kwam ook in actie in de wedstrijden tegen China (0–0) en Zuid-Korea (3–0 winst), waarin hij opnieuw trefzeker was. Hij speelde in alle drie de groepswedstrijden en sloot het toernooi af met drie doelpunten. Daarmee werd hij samen met Soma Yuki topscorer van het toernooi en leverde hij een belangrijke bijdrage aan de eindzege van Japan, dat na negen jaar de titel weer wist te winnen.
In oktober 2022 werd bekend dat Machino was opgenomen in de voorselectie van Japan voor het wereldkampioenschap voetbal 2022 in Qatar. Na het wegvallen van Yuta Nakayama vanwege een blessure werd Machino alsnog aan de definitieve selectie toegevoegd. Japan bereikte na overwinningen op onder meer Duitsland  (2–1) en Spanje (2–1) de achtste finale, waarin het na strafschoppen werd uitgeschakeld door Kroatië. Machino kwam tijdens het toernooi niet in actie.
| Interlands van Shuto Machino voor Japan | Interlands van Shuto Machino voor Japan | Interlands van Shuto Machino voor Japan | Interlands van Shuto Machino voor Japan | Interlands van Shuto Machino voor Japan   | Interlands van Shuto Machino voor Japan |
| №                                       | Datum                                   | Wedstrijd                               | Uitslag                                 | Soort Wedstrijd                           | Doelpunten                              |
| --------------------------------------- | --------------------------------------- | --------------------------------------- | --------------------------------------- | ----------------------------------------- | --------------------------------------- |
| 1.                                      | 19 juli 2022                            | Japan – Hongkong                        | 6 – 0                                   | Oost-Aziatisch kampioenschap voetbal 2022 | Goal · Goal                             |
| 2.                                      | 24 juli 2022                            | Japan – China                           | 0 – 0                                   | Oost-Aziatisch kampioenschap voetbal 2022 |                                         |
| 3.                                      | 27 juli 2022                            | Japan – Zuid-Korea                      | 3 – 0                                   | Oost-Aziatisch kampioenschap voetbal 2022 | Goal                                    |
| 4.                                      | 23 september 2022                       | Japan – Verenigde Staten                | 2 – 0                                   | Vriendschappelijk                         |                                         |
| 5.                                      | 28 maart 2023                           | Japan – Colombia                        | 1 – 2                                   | Vriendschappelijk                         |                                         |
| 6.                                      | 20 maart 2025                           | Japan – Bahrein                         | 2 – 0                                   | WK-kwalificatie 2026                      |                                         |
| 7.                                      | 5 juni 2025                             | Australië – Japan                       | 1 – 0                                   | WK-kwalificatie 2026                      |                                         |
| 8.                                      | 10 juni 2025                            | Japan – Indonesië                       | 6 – 0                                   | WK-kwalificatie 2026                      | Goal                                    |
| Bijgewerkt tot 28 juni 2025             |                                         |                                         |                                         |                                           |                                         |

## Erelijst
Land
| Winnaar Oost-Aziatisch kampioenschap voetbal | 1x | 2022 |

Club
| Kampioen J3 League | 1x | 2019 |

## Persoonlijk
Machino werd in het begin van zijn voetbalcarrière getraind door zijn vader.